# برايس جيبس
برايس جيبس (بالإنجليزية: Bryce Gibbs)‏ هو لاعب دوري الرغبي أسترالي، ولد في 5 نوفمبر 1984 في Camden, New South Wales ‏ في أستراليا.